# Wùlu
Pour plus de détails, voir Fiche technique et Distribution.
Wùlu est un film franco-sénégalais réalisé par Daouda Coulibaly sorti en 2016.

## Synopsis
Ladji, 20 ans, est un rabatteur pour le transport en ⁣⁣minibus⁣⁣, ⁣ mais il n'obtient pas la reconnaissance souhaitée de son chef comme chauffeur, alors qu'il a besoin d'argent pour sortir sa sœur de la prostitution. Il décide alors de contacter un trafiquant, Driss, afin que celui-ci l'engage. Il devient contrebandier pour passer de la drogue entre le Mali, les pays voisins et les groupes narco-terroristes. Il progresse rapidement et rencontre Assitan, mais les conséquences ne sont pas seulement positives.

## Fiche technique
- Réalisation : Daouda Coulibaly
- Scénario : Daouda Coulibaly
- Photographie : Pierre Milon
- Montage : Julien Leloup
- Musique : Éric Neveux
- Direction artistique : Papa Mahamoudou Kouyaté
- Costumes : Mariam Coulibaly
- Son : Olivier Dandré
- Production : Éric Névé et Oumar Sy
- Sociétés de production :  La Chauve Souris, Astou Films, Orange Studio, Appaloosa Films
- Format : 1,85:1 - Dolby Digital
- Pays d'origine :  France,  Sénégal
- Langues originales : bambara et français
- Budget (estimation) : 2,5 millions d'euros[2]
- Durée : 95 minutes
- Lieux de tournage : Dakar, Thiès (Sénégal) et Bamako (Mali)
- Dates de sortie :
  - France : 24 août 2016 (Festival d'Angoulême) ; 1er avril 2017 (Festival de Beaune) ; 14 juin 2017 (sortie nationale)

## Distribution
- Ibrahim Koma : Ladji
- Inna Modja : Aminata
- Mariame Ndiaye : Assitan
- Olivier Rabourdin : Jean-François
- Quim Gutiérrez : Rafael
- Habib Dembélé : Issiaka
- Jean-Marie Traoré : Houphouët
- Ismaël Ndiaye : Zol

## Commentaires
Le titre « wùlu » est un mot bambara qui signifie « le chien » et qui fait référence au dernier des cinq niveaux de l'initiation N'tomo.
Tourné entre le Mali et le Sénégal, le film éclaire la crise politico-militaire qui frappe le Mali depuis 2012 où le trafic de drogue a servi à financer le terrorisme. Pour le producteur Éric Névé, « c'est un film d'abord pour un public africain », qui « parle de l'Afrique d’aujourd’hui, de la manière dont la jeunesse se heurte au chômage ».
Le film fait aussi allusion au scandale « Air Cocaïne » où un Boeing 727 rempli de cocaïne venu du Venezuela avait atterri en 2009 vers Gao dans le Nord du Mali.

## Distinctions
- 41e Festival International du Film de Toronto (2016)
- 2017 : prix d'interprétation masculine pour Ibrahim Koma au FESPACO 2017[5]